# بيل إيفانز (لاعب كرة قاعدة)
بيل إيفانز (بالإنجليزية: Bill Evans) هو لاعب كرة قاعدة أمريكي، ولد في 25 مارس 1919 في كوانا في الولايات المتحدة، وتوفي في 30 نوفمبر 1983 في غراند جنكشن في الولايات المتحدة.

## وصلات خارجية
- بيل إيفانز على موقعبيزبول رفرنس.كوم (الدوري الرئيسي) (الإنجليزية)